# 심비안 OS
심비안 OS(Symbian OS)는 심비안에서 개발한 모바일 기기용 운영 체제로, 라이브러리, 사용자 인터페이스, 프레임워크, 다양한 도구를 포함한다. 2009년 2월 노키아에 인수되었다.

## 개요
1980년 영국의 데이빗 포터에 의해 사이언(PSION) 사가 설립되었다. 사이언사가 핸드 헬드 PC용으로 개발한 OS EPOC32의 이름을 수정하여, 스마트폰용으로 개량한 운영 체제가
2008년 12월 2일 노키아는 심비안 인수 완료를 발표하였다. 이후 2009년부터 심비안 재단을 설립하고 계획했다. 이 심비안 재단은 로열티 없는 오픈소스 모바일 운영 체제를 만들 목적으로 운영되었으며, 노키아를 비롯해 삼성전자, LG전자, AT&T, NTT도코모, 모토로라, 소니 에릭슨, 보다폰 등이 참여하기로 하였지만, 모토로라와 LG전자는 사실상 불참하였다.
2010년 9월말 소니 에릭슨은 심비안 OS를 탑재한 단말기 생산 중단을 선언하였고, 삼성전자도 2010년 12월 31일까지 심비안 OS에서 지원하는 개발 관련 콘텐츠를 제거하고 삼성 앱스토어에서 심비안 앱들을 삭제한다고 밝혔다.

## 구조
심비안 시스템 모델은 다음의 계층을 가지고 있다. (위에서 아래로)
- UI 프레임워크 계층
- 응용 프로그램 서비스 계층
  - 자바 ME
- 운영 체제 서비스 계층
  - 일반 운영 체제 서비스
  - 통신 서비스
  - 멀티미디어 및 그래픽스 서비스
  - 연결 서비스
- 기본 서비스 계층
- 커널 서비스 및 하드웨어 인터페이스 계층

## 심비안 UI 변종 및 플랫폼
- S60, 심비안
- 시리즈 80: 노키아 9300i 노키아 커뮤니케이터에 쓰임.
- 시리즈 90: 터치 및 단추 기반. 노키아 7710에만 쓰였음.
- UIQ
- MOAP
- OPP (일본 전용)
- : MOAP의 뒤를 이으며 NTT 도코모의 FOMA 전화에 사용됨.

## 같이 보기
- 모바일 오피스
- 윈도우 CE
- Qt 익스텐디드
- 모바일 운영 체제